# Lo que queda del día (película)
Lo que queda del día (The Remains of the Day) es una película dramática de coproducción británica y estadounidense de 1993 dirigida por James Ivory, con Anthony Hopkins y Emma Thompson como actores principales. El guion, escrito por Ruth Prawer Jhabvala, es una adaptación de la novela homónima de Kazuo Ishiguro.

## Argumento
El señor Stevens (Anthony Hopkins) es el primer mayordomo de la mansión Darlington Hall, que está regentada por un aristócrata inglés que pretendió hacer un tratado de paz entre el gobierno nazi de Alemania y la Gran Bretaña antes de la Segunda Guerra Mundial.
La señorita Kenton (Emma Thompson) entra a trabajar como ama de llaves. Es una sencilla pero atractiva mujer, muy responsable y trabajadora. Llega a ser el brazo derecho de Stevens. Stevens se enamora de ella en silencio, aunque nunca se atreve a dar el primer paso, pues su papel de mayordomo está por encima de sus sentimientos. 
La señorita Kenton también se enamora del señor Stevens e incluso llega a insinuarse, pero él la esquiva en un momento de intimidad. El padre de Stevens, del mismo oficio, también trabaja en la mansión con toda una vida dedicada a servir una mesa, tal como él lo señala. La vejez apenas le permite cumplir sus funciones en la mansión Darlington y fallece el día en que Lord Darlington da la cena final a las influyentes personalidades que lo visitaban. Stevens aun así no abandona sus funciones para ver a su padre moribundo. Finalmente, Stevens pierde la oportunidad de amar a la señorita Kenton, quien se retira para casarse con otra persona. 
Es ante todo la crónica de un doble fracaso de un ser que ha comprendido que ha dedicado su vida leal y diligentemente a un señor imperturbable, casi un rey en un microcosmos, y que, al mismo tiempo, él (el Sr. Stevens) ha perdido la oportunidad de vivir una historia de amor por su necesidad de mantener ante todo momento la calma, la impasibilidad, intentando mantener todas las cosas en orden. 
El plano que encuadra al Sr. Stevens refugiado en una parada de autobús bajo la lluvia tras visitar a la señorita Kenton, cuyo matrimonio está a punto de deshacerse, expresa el vacío, la soledad de una vida en la que irónicamente siempre ha actuado con un comportamiento intachable. Algunas escenas, como aquella en la que la señorita Kenton arrebata al Sr. Stevens un libro en el despacho de Darlington Hall, dan una medida exacta de aquellas cosas que el protagonista rechazó vivir.

## Reparto
- Anthony Hopkins: el Sr. James Stevens
- Emma Thompson: la señorita Sarah "Sally" Kenton (más tarde la señora Benn)
- James Fox: el Conde de Darlington (Lord Darlington)
- Christopher Reeve: Congresista Jack Lewis
- Peter Vaughan: Sr. William Stevens ("Sr. Stevens, Sr.")
- Hugh Grant: Reginald Cardinal (ahijado de Lord Darlington)
- John Haycraft: subastador
- Caroline Hunt: casera
- Michael Lonsdale: Dupont d'Ivry
- Jeffry Wickham: Vizconde Bigge
- Paula Jacobs: la Sra. Mortimer
- Ben Chaplin: Charlie
- Steve Dibben: George (segundo lacayo)
- Abigail Harrison: criada
- Rupert Vansittart: Sir Geoffrey Wren
- Patrick Godfrey: Spencer
- Peter Halliday: Padre Tufnell
- Peter Cellier: Sir Leonard Bax
- Frank Shelley: Primer ministro Neville Chamberlain
- Peter Eyre: el 3.er Vizconde de Halifax (Lord Halifax)
- Terence Bayler: Trimmer
- Hugh Sweetman: chico de pasillo
- Tony Aitken: administrador de correos
- Emma Lewis: Elsa
- Joanna Joseph: Irma
- Tim Pigott-Smith: Tom Benn
- John Savident: la doctora Meredith
- Lena Headey: Lizzie
- Paul Copley : Harry Smith
- Pip Torrens: el Doctor Carlisle
- Brigitte Kahn: una Freifrau alemana
- Wolf Kahler: el embajador alemán Joachim von Ribbentrop
- Ian Redford: posadero
- Jo Kendall: esposa del posadero
- Miles Richardson (sin acreditar): Craddock

## Premios y candidaturas
| Fecha | Premio        | Categoría                              | Receptor(es)                  | Resultado  |
| ----- | ------------- | -------------------------------------- | ----------------------------- | ---------- |
| 1994  | Globos de Oro | Mejor película dramática               |                               | Candidata  |
| 1994  | Globos de Oro | Mejor director                         | James Ivory                   | Candidato  |
| 1994  | Globos de Oro | Mejor actor                            | Anthony Hopkins               | Candidato  |
| 1994  | Globos de Oro | Mejor actriz                           | Emma Thompson                 | Candidata  |
| 1994  | Globos de Oro | Mejor guion                            | Ruth Prawer Jhabvala          | Candidata  |
| 1994  | Premios Óscar | Mejor película                         |                               | Candidata  |
| 1994  | Premios Óscar | Mejor director                         | James Ivory                   | Candidato  |
| 1994  | Premios Óscar | Mejor actor                            | Anthony Hopkins               | Candidato  |
| 1994  | Premios Óscar | Mejor actriz                           | Emma Thompson                 | Candidata  |
| 1994  | Premios Óscar | Mejor guion adaptado                   | Ruth Prawer Jhabvala          | Candidata  |
| 1994  | Premios Óscar | Mejor banda sonora                     | Richard Robins                | Candidata  |
| 1994  | Premios Óscar | Mejor dirección artística              | Luciana Arrighi Ian Whittaker | Candidatos |
| 1994  | Premios Óscar | Mejor vestuario                        | Jenny Beavan John Bright      | Candidatos |
| 1994  | Premios BAFTA | Mejor película                         |                               | Candidata  |
| 1994  | Premios BAFTA | Premio David Lean a la mejor dirección | James Ivory                   | Candidato  |
| 1994  | Premios BAFTA | Mejor actor                            | Anthony Hopkins               | Ganador    |
| 1994  | Premios BAFTA | Mejor actriz                           | Emma Thompson                 | Candidata  |
| 1994  | Premios BAFTA | Mejor guion adaptado                   | Ruth Prawer Jhabvala          | Candidata  |
| 1994  | Premios BAFTA | Mejor fotografía                       | Tony Pierce-Roberts           | Candidato  |